# Пријатељи и супарници
Пријатељи и супарници (шп. Amigas y rivales) мексичка је теленовела, продукцијске куће Телевиса, снимана 2001. године.
У Србији је приказивана током 2005. и 2006. на БК телевизији.

## Синопсис
Четири двадесетједногодишњакиње живе у различитим друштвеним околностима, али игром случаја постају добре пријатељице. Међутим, оне су истовремено и ривалке! Лаура, осећајна и озбиљна девојка из породице која припада средњем сталежу, студира информатику на приватном факултету захваљујући стипендији коју је добила. Химена је размажена богаташица, неодговорна и лења, за коју је секс само врста забаве. Офелија је богата и живи безбрижан живот са површним задовољствима, све док не сазна да је оболела од сиде. Најели, четврта девојка, долази из сиромашног краја и ради као служавка у Химениној кући, њен највећи сан је да успе у Холивуду и постане позната као Салма Хајек…

## Улоге
| Глумац:                | Улога:                         |
| ---------------------- | ------------------------------ |
| Мишел Вит              | Лаура Гонзалез                 |
| Лудвика Палета         | Химена де ла О Теран           |
| Ангелика Вале          | Венди Најели Перез             |
| Адамари Лопез          | Офелија Виљада                 |
| Џоана Бенедек          | Роксана де ла О Каролина Брито |
| Ерик дел Кастиљо       | Дон Роберто де ла О            |
| Рафаел Инклан          | Монћо Мануел Хакаранда         |
| Арат де ла Торе        | Роберто де ла О млађи          |
| Најлеа Норвинд         | Паула Морељ                    |
| Ернесто Лагвардија     | Ернесто                        |
| Габријел Сото          | Улисес Баријентос Ружни        |
| Мануела Имаз           | Тамара де ла Колина            |
| Едуардо Сантамарина    | Хосе Алкантара                 |
| Џони Лосада            | Џони Тринидад                  |
| Марисол Михарес        | Андреа Гонзалез                |
| Сусана Гонзалез        | Анхела Ривеира                 |
| Мајрин Виљануева       | Хеорхина                       |
| Родриго Видал          | Армандо                        |
| Рене Стриклер          | Карлос Торебланка              |
| Ћела Кастро            | Карлота                        |
| Луис Коутуриер         | Емилио Лароса                  |
| Ирина Ареу             | Ратница                        |
| Фелисија Меркадо       | Соња Торебланка                |
| Еухенио Кобо           | Педро Гонзалез                 |
| Елијас Ћипрут          | Луис                           |
| Серхио Дефасио         | Ћема                           |
| Карлос Мигел           | Шакал                          |
| Луис Роберто Гузман    | Франко                         |
| Алисија Фар            | Алма                           |
| Едгар Понсе            | Рикардо                        |
| Пауло Сесар Кеведо     | Едгар                          |
| Руди Касанова          | Тони                           |
| Марина Марин           | Амада                          |
| Ана Лис Ривера         | Мариља                         |
| Клаудиа Трои           | Моника                         |
| Империо Варгас         | Јоланда                        |
| Рикардо Силва          | Хоакин                         |
| Серхио Акоста          | Гарденија                      |
| Салим Рубиалес         | Херман                         |
| Рамон Валдес           | Родриго                        |
| Лорена Веласкуес       | Исела                          |
| Сојла Кинонес          | Аделаида                       |
| Алехандро Авила        | Себастијан                     |
| Бенхамин Риверо        | Лало                           |
| Ширлеи                 | Хулијета                       |
| Марта Хулија           | Маргарита                      |
| Дамјан Мендиола        | Абелардо                       |
| Кристина Пастор        | Ирене                          |
| Алехандро де ла Мадрид | Роландо                        |
| Карен Алисија          | Хема                           |
| Елизабет Алварес       | Росио                          |
| Ванеса Аријас          | Исабел                         |
| Келчи Аризменди        | Жизел                          |
| Хосе Луис Ресендез     | Хуан                           |